# Bazilika u Zenici
Bazilika u Bilmišću je ranokršćanska bazilika iz rimskog doba u Bilmišću, Zenica.
Otkrio ju je godine 1892. je na području Zenice arheološkim iskapanjima, koja je obavio Ćiro Truhelka. Ova građevina je napravljena kao dvojna bazilika (basilica gemina) što je prava rijetkost među dosad poznatim kršćanskim crkvama. Rijetkost ove građevine potvrđuje i činjenica da su do danas poznate samo još dvije takve crkve, ona sv. Ulricha i Afre u Augsburgu i crkva sv. Stošije u Zadru. Otkrićem ove bazilike rasvijetljene su mnoge nejasnoće, posebno ona o lociranju rimskog municipija Bistua Novae. Arheološka istraživanja otkrila su bazilike, odnosno identične crkve koje stoje jedna uz drugu. Prema dosadašnjim nalazima poznato je da je jedna služila kao župna, a druga kao stolna crkva. U crkvi su nađena i dva epigrafska natpisa od kojih je jedan značajan za rasvjetljavanje lokaliteta Bistuae. Natpis DEC. MUN. BIS. govori u prilog pretpostavci da se na području današnjeg grada Zenice može locirati središte rimskog municipija i ranokršćanske biskupije. Nasuprot Bilmišća, na lijevoj strani rijeke Bosne, u zeničkom naselju Odmut pronađeni su tragovi stare rimske kaldrme odnosno vio munita.